# John Thomson (politico)
John Thomson (Taree, 1862 – 14 luglio 1934) è stato un politico australiano.
Nato vicino a Taree nel Nuovo Galles del Sud, Thomson ricevette un'istruzione primaria e iniziò quindi a lavorare, facendo il gestore in un negozio di Taree e il pastore.
Fu eletto assessore nel consiglio di Taree, prima di diventare deputato nell'Assemblea Legislativa del Nuovo Galles del Sud nel periodo tra il 1901 ed il 1904. Nel 1906 si candidò alle elezioni federali per l'elettorato di Cowper con il Partito Protezionista, e sconfisse Henry Lee del Partito Anti-Socialista. Nel 1909 divenne membro del Partito Liberale del Commonwealth, a seguito della fusione tra i protezionisti e gli anti-socialisti, e nel 1917 entrò a far parte del partito successore a quello liberale, il Partito Nazionalista. Nel 1919 fu sconfitto da colui che sarebbe poi diventato primo ministro, Earle Page, e dopo essersi ritirato dalla politica morì nel 1934.